# Zongo
Zongo is een stad in de Democratische Republiek Congo in de noordwestelijke provincie Zuid-Ubangi.
Zongo telde in 2007 circa 53.743 inwoners.

## Geografie
Zongo ligt aan de linkeroever van de Ubangi dewelke de grens vormt van DR Congo met de Centraal-Afrikaanse Republiek. Bangui, de hoofdstad van de Centraal-Afrikaanse Republiek, ligt tegenover Zongo aan de rechteroever. Een veerpont over de op die locatie zo'n kilometer brede Ubangi verbindt beide steden.
Libenge ligt in vogelvlucht zo'n 1050 km ten noordoosten van Kinshasa, een traject dat in redelijk rechte lijn wordt gevolgd door de loop van de Ubangi en de Kongo.
De plaats is gelegen aan de nationale route nr. 23 en is als zodanig dus ook in principe onderdeel van de Trans-Afrikaanse weg 8. De De N23 volgt min of meer de loop van de Ubangi stroomafwaarts naar het zuiden en leidt tot Libenge. De afstand tussen Zongo en Libenge over de rivier is zo'n 80 kilometer, en die verbinding is dus veiliger, betrouwbaarder en korter dan het traject over stofwegen van de N23 wat zo'n honderd kilometer vergt.
In het zuiden van Zongo ligt het vliegveld van Zongo, met een stofbaan van circa 1500 meter, op enkele plaatsen met kruisend wegverkeer als landingsbaan. 